# Search and Destroy
Search and Destroy — пісня прото-панк—гурту The Stooges, що стала їх першим синглом після виходу «Down on the Street» у 1970-му і єдиним на їхньому третьому альбомі «Raw Power». Пісня вийшла 1973 року. Це найвідоміша композиція з альбому і одна з найпопулярніших пісень Stooges взагалі; вона увійшла до збірки найкращих речей Іггі Попа «A Million in Prizes: The Anthology». 1997 року, як і інші пісні з альбому «Raw Power», її ремікшували і перевидали Іггі Поп та Брюс Дікінсон; результатом стала відвертіша й агресивніша версія композиції, ніж оригінальний мікс Девіда Боуї.
2004 року журнал Rolling Stone поставив пісню на 468 місце в списку  500 найкращих пісень усіх часів.
В 2009 році VH1 назвав пісню 49-ю найкращою піснею хард-року за увесь час.

## Огляд
Пісня названа на честь американської військової стратегії часів війни у В'єтнамі, «знайти і знищити». За словами Іггі Попа, ідея пісні прийшла йому коли він побачив в журналі Time заголовок статті, присвяченої В'єтнамській війні. У тексті міститься ціла низка відсилань до подій цієї війни: «серце повне напалму» (англ. heart full of napalm), «кохання під час обстрілу» (англ. love in the middle of a firefight). Темою пісні є людина, якій нічого втрачати — про що йде мова в приспіві, «забутий хлопчик світу/Той, хто шукає лише щоб зруйнувати» (англ. world's forgotten boy/The one who searches only to destroy). Яскравий рифф, зроблений під впливом The Rolling Stones, агресивна ритм-секція, а також загальний настрій — нігілістичний, саморуйнівний, відчайдушний, — і зміст слів пісні дозволяють вважати її одним з найбільш близьких до панк-року творів гурту. Фраза «гепард, що тиняється по вулицях» (англ. street walking cheetah) є натяком на плямистий жилет зі шкури гепарда і з зображенням гепарда на спині, в якому Іггі любив ходити по Лондону. А «heart full of napalm» прийшла йому в голову як інтерпретація пісні The Yardbirds «Heart Full of Soul».
Пісня дала назву впливовому панк — журналу 1970-х, який виходив у Сан-франциско. Лідер Хардкор-панк-гурту Black Flag Генрі Роллінз має татуювання у вигляді картинки з підписом «Search and Destroy». Шведський панк-гурт Backyard Babies використав перші рядки тексту як цитату для буклету на своєму дебютному альбомі Diesel and Power. Скейтбордердська команда «Skate and destroy» дістала свою назву від цієї пісні. «Search and Destroy» звучить в іграх True Crime: New York City, Tony Hawk's American Sk8land, Tony Hawk's American Wasteland та Guitar Hero II. Також пісню використано у фільмі Веса Андерсона «Водне життя Стіва Зіссу» і в промо-кампанії фірми Nike, під час олімпіади 1996.
Пісню «Search and Destroy» переспівувало безліч колективів, у тому числі такі як Cursed, EMF, Sex Pistols (а також Сід Вішез сольно), The Flowers of Romance, Samiam, Rocket From The Tombs, Everclear. Трохи прискорену версію пісні у виконанні The Dictators можна почути на їх альбомі 1977 року Manifest Destiny і на записах концертів. Версія The Dead Boys вийшла окремим синглом 1977 року. Під час сесій альбому Blood Sugar Sex Magik пісню записали Red Hot Chili Peppers; вона увійшла як бі-сайд у їхні сингли «Give It Away» і «By the Way», компіляцію The Beavis and Butt-head Experience, а пізніше — на триб'ют присвячений Іггі Попу We Will Fall: The Iggy Pop Tribute. Кавер «Search and Destroy» Def Leppard увійшов у EP з бонус-треками до альбому 2006 року Yeah!. Emanuel записали кавер-версію для саундтрека до гри Tony Hawk's American Wasteland. У 2011 році Skunk Anansie записали кавер-версію, яка увійшла в саундтрек до фільму Заборонений прийом.

## Список композицій синглу

### Промо-сингл
1. Search and Destroy (mono version)
2. Search and Destroy (stereo version)

### У США
1. Search and Destroy
2. Shake Appeal

### У Японії
1. Search and Destroy
2. Raw Power

### Перевидання 2005
1. Search and Destroy
2. Penetration